# Tandrod
Tandrod (Cardamine bulbifera) er en flerårig, urteagtig plante, der findes i lyse skove på fugtig og mineralrig bund. Den er særpræget derved, at den danner løgformede yngleknopper i bladhjørnerne, mens det omvendt er sjældent, at den danner modne frø.

## Kendetegn
Tandrod er en flerårig, urteagtig plante med en opret, uforgrenet vækstform. Stænglen er næsten hårløs, men korte hår ses af og til på den nederste del. Bladene sidder spredt, og mens de nederste er uligefinnede med 3-7 småblade, er de øverste hele og noget mindre. Bladranden er groft tandet, og oversiden er mørkegrøn, mens undersiden er grågrøn. Behåring findes kun langs bladranden. I bladhjørnerne dannes små, violetbrune og ægformede eller kuglerunde yngleknopper. Blomstringen foregår i maj-juni, hvor planten danner endestillede stande med 4-12 blomster. De enkelte blomster er 4-tallige og regelmæssige med lyst violette kronblade. Frugter ses sjældent, men i givet fald er det skulper med meget få, modne frø.
Rodsystemet består af en vandret jordstængel med små, skælformede blade og trævlede rødder..
Tandrod bliver ca. 50 cm høj og 20 cm bred.

## Hjemsted
Tandrod hører oprindeligt hjemme i Europa, og den kan findes i England, Skandinavien, Centraleuropa og i Frankrig samt i Balkanlandene og i Kaukasus. I Danmark er den mest almindelig i det sydlige Østjylland, mens den er mere sjælden på Øerne. Arten er knyttet til let skyggede voksesteder med fugtig, kalk- og næringsrig bund.

## Galleri
|  |  |  |  |